# Carquinez Bridge
Carquinez Bridge désigne deux ponts parallèles qui franchissent le Carquinez Strait à l'est de la baie de San Francisco, en Californie (États-Unis). Ils relient Vallejo (comté de Solano), au nord, à Crockett (comté de Contra Costa), au sud. Le Carquinez Bridge est aujourd'hui emprunté par l'autoroute Interstate 80.

## Histoire

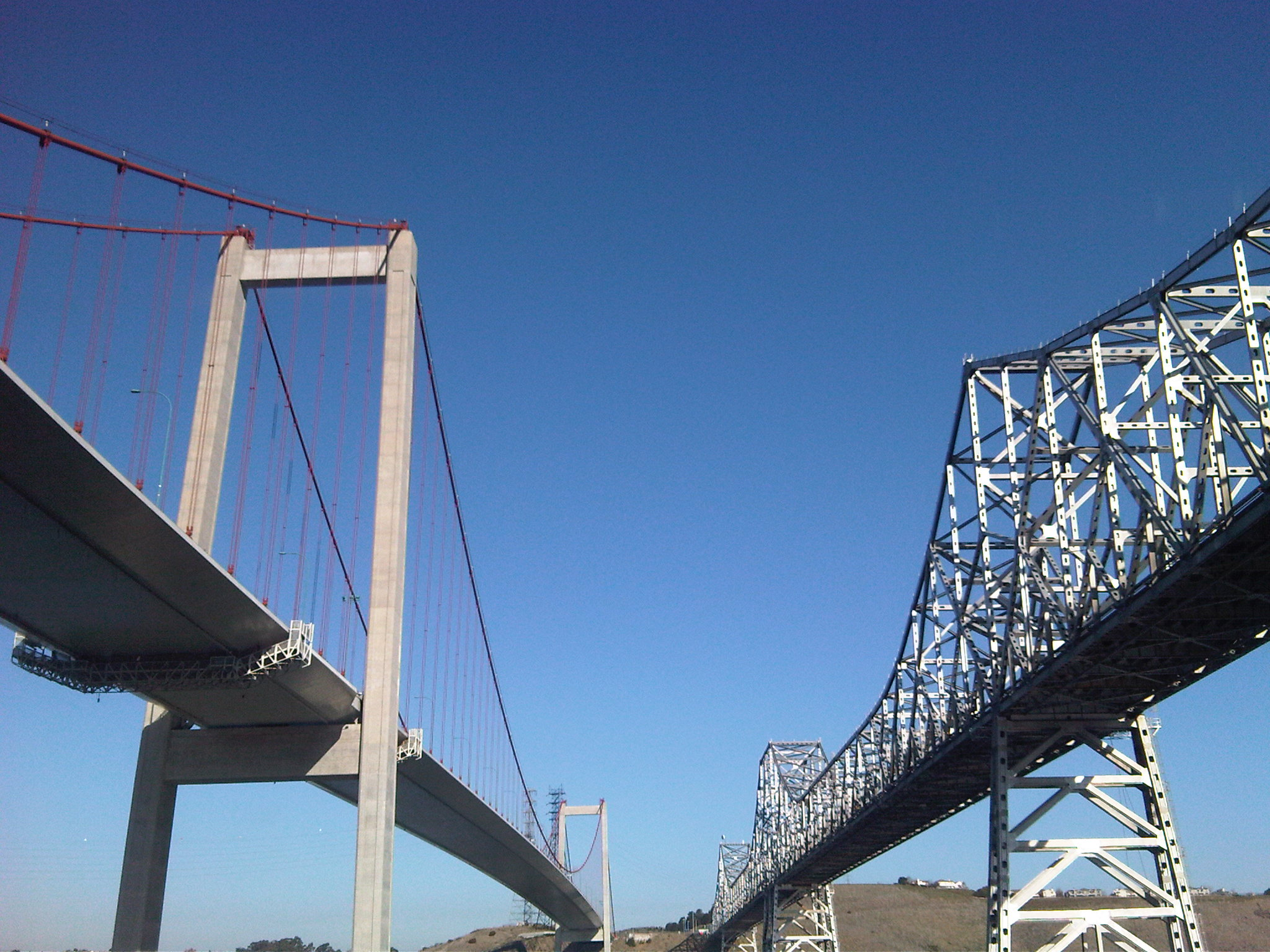
Le second pont de Carquinez et le pont Alfred Zampa.

Un premier pont à poutres cantilever en acier fut inauguré le 21 mai 1927. C'était le premier pont d'une certaine importance construit dans la baie de San Francisco. Il avait coûté 8 millions de dollars. À la fin de l'année 1927, la Lincoln Highway, première route traversant les États-Unis de New York à San Francisco, fut déroutée pour emprunter l'ouvrage. 
En 1958, un deuxième pont fut construit parallèlement au premier pour faire face à l'augmentation du trafic. Le pont de 1927 fut dès lors réservé au trafic routier nord-sud, tandis que le nouveau pont accueillit le trafic sud-nord. Ce pont fut, comme le premier, un pont à poutre cantilever et coûta 38 millions de dollars.
En 2003, en raison du vieillissement de l'ouvrage de 1927, un pont suspendu fut mis en service pour le remplacer. Ce nouveau pont reçut le nom de « Alfred Zampa Memorial Bridge », pour honorer l'ouvrier Alfred Zampa, qui avait travaillé à la construction de plusieurs ponts de la baie de San Francisco, dont le Golden Gate Bridge. Ce pont comporte une voie pour les piétons et les cyclistes, dernière section de la piste cyclable qui fait le tour complet de la baie de San Francisco. Ce pont, long de 1 056 m, fut officiellement inauguré le 8 novembre 2003 et ouvert à la circulation trois jours plus tard. Il avait coûté 240 millions de dollars. 
Finalement, le premier ouvrage de 1927, qui se trouvait entre les deux ponts construits en 1958 et 2003, fut démantelé en 2007.